# روده‌ماهیان زنده‌زا
روده‌ماهیان زنده‌زا (نام علمی: Bythitidae) نام یک تیره از راسته روده‌سانان است.